# كالاوي
كالاوي (بالإنجليزية: Callaway)‏ هي مدينة أمريكية تقع في ولاية فلوريدا. تبلغ مساحة هذه المدينة 24.8 (كم²)،ويبلغ عدد سكانها 14405 نسمة حسب إحصاء سنة 2010 م 14405.تشير إحصاءات سنة 2000م بأن الكثافة السكانية في هذه المدينة تقدر بـ(auto) نسمة/كم2 